# Belenois helcida
Belenois helcida är en fjärilsart som först beskrevs av Jean Baptiste Boisduval 1833.  Belenois helcida ingår i släktet Belenois och familjen vitfjärilar. Inga underarter finns listade i Catalogue of Life.